# 1964 en sport automobile
Chronologie du Sport automobile
1963 en sport automobile - 1964 en sport automobile - 1965 en sport automobile
Les faits marquants de l'année 1964 en Sport automobile

## Par mois

### Mai
- 10 mai : Grand Prix automobile de Monaco
- 23 mai (Formule 1) : Grand Prix automobile des Pays-Bas.
- 30 mai : 500 miles d'Indianapolis

### Juin
- 14 juin (Formule 1) : Grand Prix automobile de Belgique.
- 20 juin : départ de la trente-deuxième édition des 24 Heures du Mans.
- 21 juin : victoire de Jean Guichet et Nino Vaccarella aux 24 Heures du Mans.
- 28 juin (Formule 1) : Grand Prix automobile de France.

### Juillet
- 11 juillet (Formule 1) : Grand Prix automobile de Grande-Bretagne.
- 25 et 26 juillet : 24 Heures de Spa

### Août
- 2 août (Formule 1) : Grand Prix automobile d'Allemagne.
- 23 août : sur le circuit de Zeltweg, en Autriche, Lorenzo Bandini remporte, au volant de la Ferrari 156, le Grand Prix d'Autriche de Formule 1, septième épreuve de la saison, obtenant la seule victoire de sa carrière, en devançant l'Américain Richie Ginther (BRM, 2e) et le Britannique Bob Anderson (Brabham-Climax, 3e).

### Septembre
- 6 septembre (Formule 1) : Grand Prix automobile d'Italie.

### Octobre
- 4 octobre (Formule 1) : Grand Prix automobile des États-Unis.
- 5 octobre : à Bonneville Salt Flats, Tom Green établit un nouveau record de vitesse terrestre : 664,979 km/h.
- 7 octobre : à Bonneville Salt Flats, Art Arfons établit un nouveau record de vitesse terrestre : 665,231 km/h.
- 13 octobre : à Bonneville Salt Flats, Craig Breedlove établit un nouveau record de vitesse terrestre : 754,33 km/h.
- 25 octobre (Formule 1) : en terminant deuxième du Grand Prix du Mexique, dixième et ultime épreuve de la saison, remportée par l'Américain Dan Gurney, l'ancien champion du monde de vitesse moto John Surtees devient champion du monde de Formule 1 au volant d'une Ferrari.
- 27 octobre (Automobile) : à Bonneville Salt Flats, Art Arfons établit un nouveau record de vitesse terrestre : 875,699 km/h.

## Naissances
- 18 mars : Alex Caffi, pilote automobile italien.
- 19 mars : Nicola Larini, pilote automobile italien.
- 1er avril : John Bosch, pilote automobile néerlandais.
- 9 avril : Dale Shaw, pilote automobile de stock-car et constructeur de voitures de course.
- 14 avril : Jeff Andretti, pilote automobile américain.
- 20 avril : Lionel Robert, pilote automobile français.
- 1er juin : Davy Jones, pilote automobile  américain.
- 11 juin : Jean Alesi, pilote automobile français.
- 26 juin : Tommi Mäkinen, pilote automobile (rallye) finlandais.
- 27 juin :
  - Johnny Herbert, pilote automobile britannique de Formule 1.
  - Timo Rautiainen, copilote de rallye, notamment de Marcus Grönholm, deux fois champion du monde en 2000 et 2002.
- 2 août : Frank Biela, pilote automobile allemand.
- 19 septembre : Enrico Bertaggia, pilote automobile italien.
- 24 septembre : Jeff Krosnoff, pilote automobile américain,  († 14 juillet 1996).
- 1eroctobre : Jérôme Policand  , pilote automobile français.
- 21 décembre : Harri Luostarinen, pilote de course finlandais.

## Décès
- 7 janvier : Reg Parnell, pilote de Formule 1 anglais. (° 2 juillet 1911).
- 30 mai : Edward Julius « Eddie » Sachs, pilote automobile américain, décédé en course lors des 500 miles d'Indianapolis. (° 28 mai 1927).
- 26 juillet : Francis Curzon, pilote automobile célèbre de la noblesse britannique. (° 1er mai 1884).
- 19 août : Ewald Kluge, pilote automobile et  pilote moto allemand. (° 19 janvier 1909).